# USS Blower (SS-325)
Za druga plovila z istim imenom glejte USS Blower.
USS Blower (SS-325) je bila jurišna podmornica razreda balao v sestavi Vojne mornarice Združenih držav Amerike.
Leta 1950 je bila sprejeta v Turško vojno mornarico kot TCG Dumlupınar. Potopila se je v trčenju s švedsko ladjo Naboland. Umrlo je 81 članov posadke.